# Satelit za promatranje Zemlje
Satelit za promatranje Zemlje je umjetni satelit posebno projektiran za promatranje Zemlje iz orbite, slično špijunskim satelitima ali za razliku od njih nakana mu je za nevojne svrhe kao što je promatranje prirodnog okoliša, meteorologija, radi izrade zemljovida i tako dalje.
Prvva pojava satelitskog daljinskog senzoriranja može se datirati na lansiranje prvog umjetnog satelita, Sputnjika 1, koji je SSSR lansirao 4. listopada 1957. godine. Sputnjik 1 je poslao natrag radijske signale, koje su znanstvenici rabili za proučavati ionosferu.
NASA je lansirala prvi američki satelit Explorer 1 31. siječnja 1958. godine. Informacije koje je poslao natrag sa svog detektora radijacije dovela je do otkrića Zemljinih Van Allenovih pojasa zračenja.
Svemirska letjelica TIROS-1, lansirana 1. travnja 1960. kao dio Nasina programa TIROSa (Television Infrared Observation Satellite), poslala je natrag na Zemlju prve televizijske snimke struktura vremenskih prilika snimljenih iz svemira.
2008. godine bilo je u Zemljinoj orbiti više od 150 satelita za promatranje Zemlje, snimajući podatke i aktivnim i pasivnim senzorima i prikupljajući više od 10 terabita podataka dnevno.